# Ego, superego a id
Pojmy ego, superego a id označují základní složky osobnosti člověka v psychoanalýze, tedy psychologické teorie Sigmunda Freuda, kterému na toto téma v roce 1923 vyšla kniha "Das Ich und das Es" (česky "Já a ono",  angl. „The Ego and the Id”). Jde o klíčové pojmy teorie struktury osobnosti. Německý výraz „das Ich“ – ego, se běžně používal již před vydáním této knihy. Přesný smysl, který Freud tomuto výrazu přikládal ve svých dřívějších spisech, byl po vydání této knihy jednoznačný.

## Id

Id, Ego & Superego

Id neboli „ono“ (latinsky to) je podle teorie osobnosti její nejnižší složkou. Jde o neosobní funkční vrstvu lidské psychiky reprezentovanou vitálními pudy. Německý ekvivalent „es“ byl použit již Friedrichem Nietzschem a označoval temné pudové schránky osobnosti člověka. Freud jej převzal v roce 1923 od Georga Walthera Groddecka. Podle Freuda je u id všechno založeno na uspokojování slasti a id tento rys našeho nevědomí představuje a zastupuje. Činnost idu je zcela nevědomá a impulzy, které z idu vycházejí, jsou neslučitelné s osobní morálkou, a tudíž jsou potlačovány, aby nevstoupily do vědomí. Je složkou vrozenou, primární je pro něj dosahování slasti – usilování o nebo vyhledávání toho, co daného člověka uspokojuje: může jít o základní podmínky nezbytné pro přežití (čistý vzduch, teplo, jídlo, voda), intenzivní zážitky (sexuální, adrenalinové, spirituální, zábavné) až po potřeby vlastní lidem coby vyšším společenským bytostem (peníze, touha po uznání, prestiž). Funguje v oblasti podvědomí (nevědomí) a to bez výjimky iracionálně. „Idem v akci“ můžeme označit novorozence.
V samotném idu se míchá pud eros (sexualita) s pudem thanatos (pud smrti). Energii, kterou id disponuje, Freud nazval libido. Libido a eros jsou pudy, které vedou k životu bez jakéhokoli omezení. Pud smrti je tendencí k autodestrukci a k návratu k anorganické (neživé) formě bytí. Pud smrti také odporuje erotu a při smíšení s tendencemi libida se projevuje v častých formách agrese.
V této pudové vrstvě osobnosti člověka jsou uchovány též potlačené afekty, které vznikají z konfliktu pudů a osobní morálky.
V moderní psychologii je id názvem pro vášně, pudy, přání, touhy, spontánnost aj. a jeho protivahou je ego. Pokud dojde k nějakému vážnému narušení ve vývoji osobnosti (s krátkodobým i dlouhodobým trváním), následkem může být rozpolcení osobnosti na osobnost, kde převažuje id nebo ego.

## Ego
Pojem ego (latinský „já“, německy „ich“, ) – je koncept navržený Sigmundem Freudem, který popisuje mentální dynamiku člověka. Podle Freuda je ego „část id, která se změnila pod přímým vlivem vnějšího světa“.
Freud vidí ego jako aparát, který je zodpovědný za rozhodování, působí jako prostředník mezi superegem a id a vyvažuje působení sociálního superega a instinktivní složky id. 
„Ego není ostře odděleno od id, sráží se s ním. Ale potlačený také proudí s Id a je jen jeho částí. To, co je potlačováno, je od toho pouze ostře odděleno odporem represe; může komunikovat s egem prostřednictvím id.“ — Sigmund Freud, Das Ich und das Es, 1923
Ego se řídí principem reality, produkuje realistické způsoby plnění požadavků idu, a bere v úvahu možné a sociálně přijatelné normy.  To znamená, že ego koreluje své touhy s existujícími normami a pravidly ve společnosti, princip reality zvažuje náklady a přínosy jednání, než se rozhodne jednat. 
Ego čerpá energii z idu, aby zajistilo bezpečnost a sebezáchovu organismu, také se vyhýbá bolesti a hledá potěšení, podobně jako id, odlišuje se však od něj tím, že ego hledá realistický způsob, jak získat potěšení. Ego zajímá, jak maximalizovat potěšení a vyhnout se bolesti a potížím.  

Na pozadí idu je ego „rozum a rozvaha“. Freud proto vytvořil analogii, kde id je kůň a ego je jezdec. Ego „se podobá jezdci, který musí zkrotit nepřekonatelnou sílu koně.“ Nedělá to však vlastními silami, ale vypůjčenými.

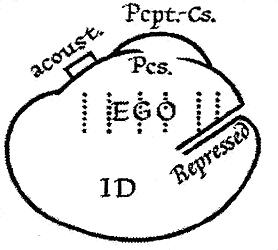
Ego a id v lidské psychice částečně splývají.

Ego se zapojuje do sekundárního myšlenkového procesu, který je realistický, racionální a orientovaný na řešení problémů a kontrolu reality, což člověku umožňuje ovládat se. V případě, že ego nemůže vykonávat zprostředkující funkci, tedy uplatnit princip reality, projevuje se určitý typ nervozity. V reakci na nervozitu se tvoří ego-obranné mechanismy, které pomáhají se úzkosti vyhýbat. Pokud není egu poskytnuto potřebné množství energie, snaží se například potlačit nepříjemné psychické obsahy (představy, myšlenky, pocity), které mohou být ovlivněny traumatickými zážitky z dětství. Dynamiku ega je možno parafrázovat takto: ego, poháněné pudy, svírané morálkou a týrané realitou zápasí o harmonii mezi pudy a morálkou.
Freudovský pojem „ego“ není zcela totožný s obecným významem slova „já“. Pojem „já“ má význam spíše označení lidské jedinečnosti a odlišnosti od ostatních lidí. Je též chápáno jako rozpoznání a vnímání osobní identity, která je percipována vlastními smysly a pocity.

## Superego
Superego, neboli „nadjá“, je podle Freuda nejvyšší a nejvyvinutější ze tří složek osobnosti. Řídí se principem dokonalosti: „chce“ být dokonalé z hlediska společnosti a působí vědomě i nevědomě. Vzniká působením výchovy, neboli okolí, které na nás má vliv a snaží se nás civilizovat do standardů společnosti, ve které vyrůstáme. Prahne po ideálech a nutí osobnost snažit se jich dosáhnout. Je ze své podstaty iracionální a nevědomé. Je naší zažitou vnitřní morálkou, neboli svědomím.
Freud k novému pojmu dospěl úvahami o tzv. primárním narcismu, což je vývojové období mysli dítěte, kdy si myslí, že je středobodem všeho dění. S postupem času se dítě adaptuje na okolní svět vlivem ostatních lidí a tím je dále rozvíjeno ego. Z tohoto důvodu vzniká v mysli nová složka – superego, které má za úkol ego kontrolovat úplně stejně, jako ego kontroluje nižší složku mysli – id.
Superego tedy potlačuje primární narcismus a nutí ego jednat ne podle osobních potřeb a chtíče, ale podle norem ustanovených společností.
Superego je vnitřní morálka a pravidla, která jsou jedinci vštěpována od raného dětství, zejména rodiči. Superego proto funguje jako sebekritický pozorovatel dění, který egu rozkazuje tak, aby konečné chování odpovídalo jedincově zažité morálce. Pro funkci superega je klíčová sebereflexe, bez ní nelze pozorovat sebe sama a tudíž nelze usoudit, zdali konáme podle zavedených norem a ideálů, nebo nikoliv.
Mezi superegem a idem neustále probíhají střety, tedy střety idejí a pudů. Zároveň je tvořena vina, která je způsobena tenzí mezi ideály superega a konáním ega.
Freud původně označoval superego jako „ideál ega“ (ego ideal), přičemž vnímal oba tyto termíny za navzájem zaměnitelné. Důvod pro tento fakt vychází z psychopatologie. Freud totiž předpokládal, že v egu existuje část, která samotnému egu klade požadavky a následně ho trestá, stejně, jako by to v dětství udělal rodič. Superego je tedy struktura, která původně vychází z ega skrz proces sebeidentifikace. Freud také uvádí, že superego je jakýmsi nástupcem oidipovského syndromu, kdy chce být dítě jako jeho rodiče. Tento syndrom je poté obsažen v požadavcích superega dodržovat normy a pravidla, které stanovuje společnost a právě i rodiče.
V dnešní moderní psychologii se již pojem superego nepoužívá a nahradil ho prostý termín ego[zdroj?], které však podle Freuda existuje také a má vlastní význam.